# Svetotomska dobra
Svetotomska dobra, santomska dobra, saotomska dobra (port. dobra sao-tomeano) je službeno sredstvo plaćanja u afričkoj otočnoj državi Svetom Tomi i Principu. ISO kod je STD, a lokalna kratica Db.  Dijeli se na 100 cêntima.
Prvi puta je ova valuta izdana 1977. godine, kada je zamijenila svetotomski eskudo. Trenutačno su u optjecaju novčanice i kovanice prvi put izdane 1996. i to:
- Kovanice: 100, 250, 500, 1000 i 2000 dobri
- Novčanice: 5000, 10000, 20000, 50000 dobri

## Vanjske poveznice
- Središnja banka Svetog Tome i Principa